# Saint-Caprais, Allier

Saint-Caprais este o comună în departamentul Allier din centrul Franței. În 1 ianuarie 2022 avea o populație de 97 de locuitori.